# Denis Charles
Denis Charles (4. prosince 1933 Saint Croix – 24. března 1998 New York) byl americký jazzový bubeník. Ve svých počátcích hrál na bonga s různými lokálními hudebníky. V roce 1945 se přestěhoval do New Yorku, kde v roce 1954 začal spolupracovat s klavíristou Cecilem Taylorem, se kterým nahrál například album Jazz Advance (1956). Během své kariéry vydal i několik alb jako leader a spolupracoval s dalšími hudebníky, mezi které patří Steve Lacy, Billy Bang, Sonny Rollins nebo Wynton Kelly. Zemřel na zápal plic ve svých čtyřiašedesáti letech.